# Urbanismo renacentista

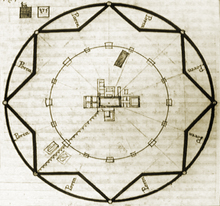
La ciudad de Sforzinda, de Filarete, es una utopía urbanística renacentista.

El urbanismo renacentista se refiere a los proyectos de planeamiento urbano desarrollados durante el Renacimiento. El auge del pensamiento racional durante este periodo determinó un resurgir de las concepciones aristotélicas y platónicas sobre la ciudad. Se trata ahora de una ciudad señorial donde los hombres se dedican a cultivar las artes y las letras, en la que vuelve a resurgir el ágora como centro público donde compartir los conocimientos. Una ciudad donde el arte urbano adquiere un protagonismo importante, cuyas calles invitan al paseo y a la conversación. Los mejores ejemplos de este tipo de ciudades son Florencia y Venecia en Italia. El urbanismo del renacimiento se caracteriza principalmente por la  expansión de las áreas urbanas existentes o a su remodelación parcial; más que por la creación de nuevas ciudades. Esto se debe a un incremento notable en la población europea, y a la falta de una demanda de nuevos núcleos urbanos orientados al comercio. Recién en las últimas décadas del Renacimiento la industria comienza a generar nuevos asentamientos urbanos. 
Estas ideas influirían notablemente en el urbanismo de los nuevos territorios americanos. En efecto, la conquista de América, iniciada en el siglo XVI, permitió a los urbanistas llevar a la práctica en un territorio virgen las ideas utópicas del modelo griego, construyendo ciudades conforme al planteamiento aristotélico. conforme al modelo político de plaza mayor donde las cabeceras eran ocupadas por la iglesia y el Ayuntamiento o concejo y en los laterales las casas de la gente principal (cuando eran de nueva planta y no se asentaban sobre la edificación prehispánica).
El Renacimiento surge en la República de Florencia. Los grupos sociales dominantes pasan a residir en el interior de las ciudades, formando la nobleza urbana. Así, a partir del siglo XV el paisaje urbano verá aparecer el nuevo tipo edificatorio: los palazzi. Surge la figura del arquitecto y el proyecto arquitectónico, entre los que destacarán Brunelleschi, Alberti, Filarete, Scamozzi... que llevarán a cabo tratados sobre ciudades ideales

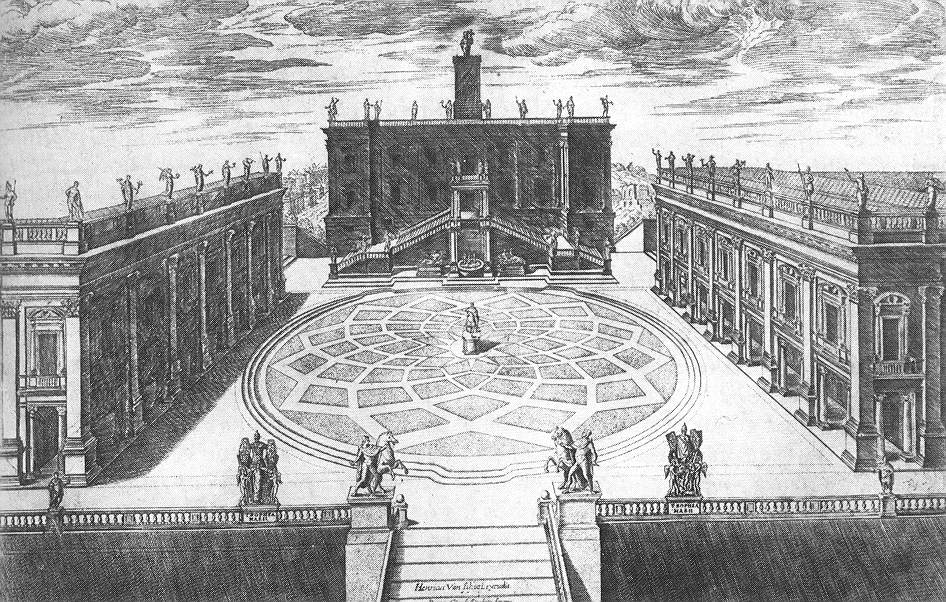
La plaza del Campidoglio, de Miguel Ángel, ejemplo de plaza renacentista.

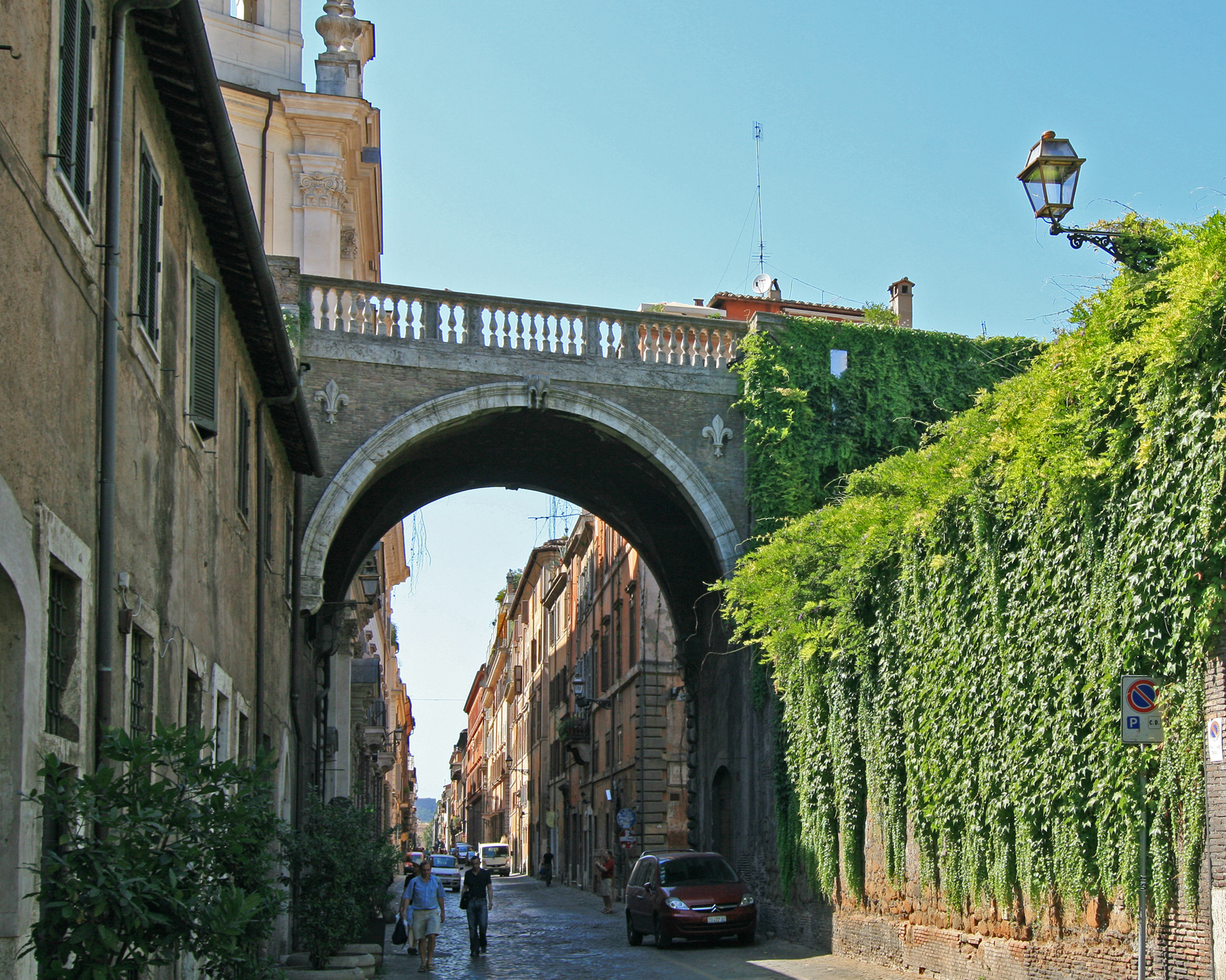
La Via Giulia de Roma.

## Planeamiento urbano renacentista
Surge la necesidad de modificar la estructura urbana medieval para destacar los edificios singulares: torres, palacios, iglesias... Comienzan así las primeras reflexiones sobre el espacio público, que será objeto de proyecto y se buscarán una serie de objetivos: proporciones geométricas, axialidad y paisaje. Se buscará el control del espacio urbano público, las plazas y las calles. 

### Plazas
La plaza del mercado de la ciudad medieval dará lugar a la plaza ceremonial, que complementará al edificio singular al que acompaña: basílica, palacio... La fachada de la plaza se volverá unitaria y porticada, y el pavimento será objeto de diseño. Asimismo, se incorporará mobiliario urbano. Las plazas procurarán acentuar la atención en el edificio singular, que se destaca sobre el resto. Son plazas centralizadas.
Será en esta época cuando deje de considerarse exclusivamente la arquitectura del edificio para tener en cuenta la conformación del espacio urbano. Se establecen normativas para regular las fachadas de las plazas. Los foros romanos serán objeto de estudio de los urbanistas, que las tomarán como referencia en proporciones y dimensiones.
En el caso de la Corona de Aragón, el eje medieval de las principales ciudades, conocido habitualmente como Calle Mayor, se convertirá en las nuevas Plazas Mayores, presididas por la Casa Consistorial, evolución de las Casas Comunes de las universidades o concejos medievales, y junto a las cuales solía estar una lonja. Un ejemplo de esta evolución podemos encontrarlo en Alcañiz (España), en la conocida actualmente como Plaza de España.

### Calles
La calle también será objeto de proyecto. Al igual que en la plaza, también surgirán ordenanzas reguladoras de fachadas. Se destaca en las nuevas ciudades renacentistas la presencia de una calle principal que ordena y direcciona toda la ciudad, distinguiéndose de las calles secundarias. Se caracterizan a su vez por la aparición de barrios ordenados por cuadrículas. Ejemplos claros son la Galería Uffizi, en Florencia, llevada a cabo por Giorgio Vasari en 1560, y la Strada Nuova de Génova, proyectada por Bernardino de Cabio. En la ciudad de Palermo, la calle se utiliza a escala de ciudad, trazándose desde el antiguo palacio hasta la via Maqueda. Otro ejemplo de calle renacentista será la Via Giulia, construida por Bramante en 1506 completamente recta, para canalizar las peregrinaciones a San Pedro del Vaticano. 

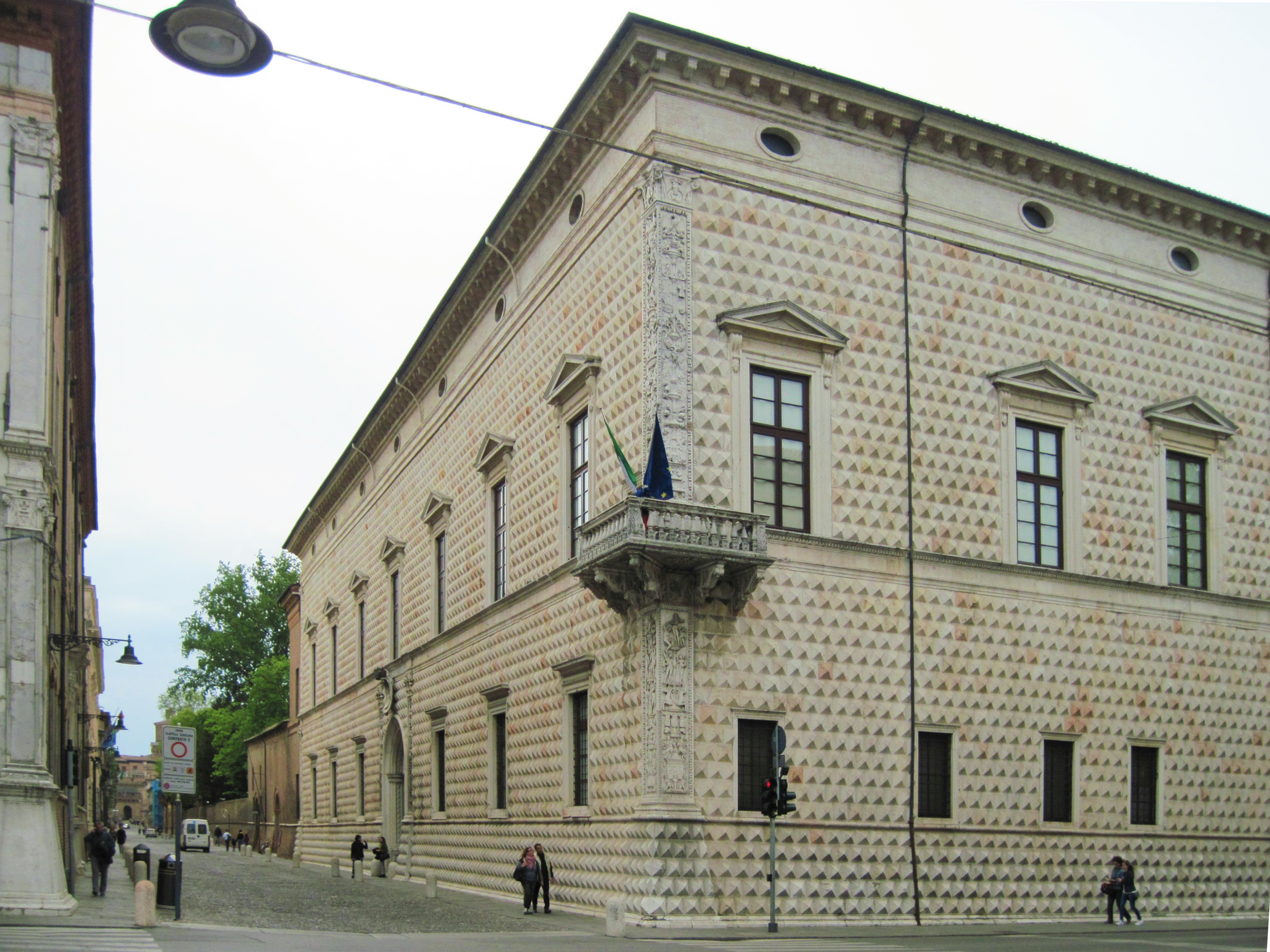
El Palazzo dei Diamanti en la Addizione Erculea de Ferrara.

## La ampliación de la ciudad renacentista
La ampliación urbana será ahora proyectada, con criterios geométricos. El caso paradigmático será el de la Addizione Erculea de Ferrara, ensanche de 1492 encargado por Hércules I de Este a Biagio Rossetti. En este ensanche, se traza un eje hacia una de las puertas de la nueva extensión (Corso Ercole I d'Este), quedando las otras dos puertas unidas por otro eje (Corso Biagio Rossetti). En el cruce de ambos, el "Quadrivio degli Angeli", se sitúan tres palacios: Palacio de los Diamantes, Palazzo Prosperi Sacrati y Palazzo Turchi di Bagno. La cruz divide la ciudad en cuatro cuadrantes, en los que inscribe una retícula, en la que se introducirán los otros elementos singulares y la plaza importante, la Piazza Ariostea. Para romper la continuidad de la edificación, se insertan parques en la trama. El Castillo de los Este pasa a ser el nuevo centro de la ciudad. 
También Palermo será objeto de una remodelación urbana, al introducirse una gran cruz de calles sobre el tejido medieval, las actuales vías Vittorio Emanuele y Maqueda, formando la plaza de Quattro Canti.
Otros ensanches se llevarán a cabo en zonas abaluartadas: el ensanche de Livorno (siglo XVI) es un ejemplo de proyecto de extensión reticular, con una plaza central cuadrada y dos grandes ejes. Se establece una ordenanza de fachada, según la cual todas las viviendas que dan a la plaza tienen planta baja porticada, primero, segundo y bajocubierta, y se ubica una estatua en la muralla visible desde el mar, el monumento a Fernando I, que se convierte en foco perspectivo de la calle. 
En 1608 Carlos de Gonzaga funda Charleville, con una plaza centrada y plazas secundarias alrededor. La plaza principal está presidida por el palacio ducal. Las cuatro grandes calles que conducen a las puertas dividen la ciudad en cuatro barrios, unidos por la plaza. Cada barrio dispone de su propia iglesia. Los edificios residenciales están sometidos a una ordenanza de fachada: ladrillo en entrepaño, piedra para los arcos, pizarra para las cubiertas, plantas bajas con arcadas abiertas más dos plantas superiores, y tejados individuales. La plaza de esta ciudad será el precedente de la primera plaza real de Europa: la Plaza Real de París, que será modelo de todas las plazas reales de Francia hasta el siglo XVIII.

## Clasificación de las ciudades de nueva planta
La tratadística de la época ya llevará a cabo clasificaciones de las ciudades que estaban siendo construidas:
Clasificación funcional de Pierre Lavedan
- Ciudades fortaleza: estructuras de poder militar.
- Puertos: ciudades portuarias de gran dimensión funcional.
- Ciudades residenciales.
- Ciudades de religión: nacidas con el protestantismo para protegerse de los movimientos católicos en Alemania.

Clasificación de Leonardo Benévolo
"Los gobiernos del Renacimiento (Los señoríos, que sustituyen a los gobiernos comunales y las monarquías nacionales) no poseen la estabilidad política ni los medios de financiación suficientes para actuar en programas largos y comprometidos. Los artistas trabajan de forma individual y pierden contacto con las organizaciones colectivas que aseguraban la continuidad de los trabajadores de construcción y urbanismos medievales.
De este modo, la arquitectura del Renacimiento lleva a cabo su ideal de proporción y regularidad en algunos edificios aislados pero no es capaz de fundar o transformar una ciudad.
Los literarios y los pintores describen y pintan la nueva ciudad que no puede construirse, permaneciendo como un objetivo teórico, como la Ciudad Ideal."

## Ciudades ideales: las utopías

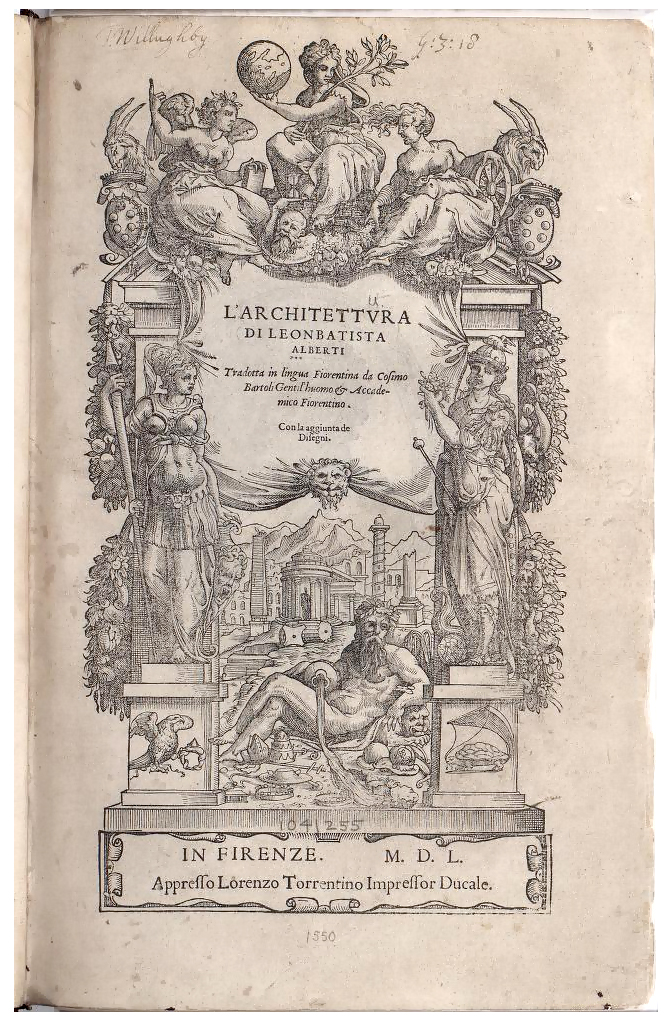
De re aedificatoria, de Leon Battista Alberti.

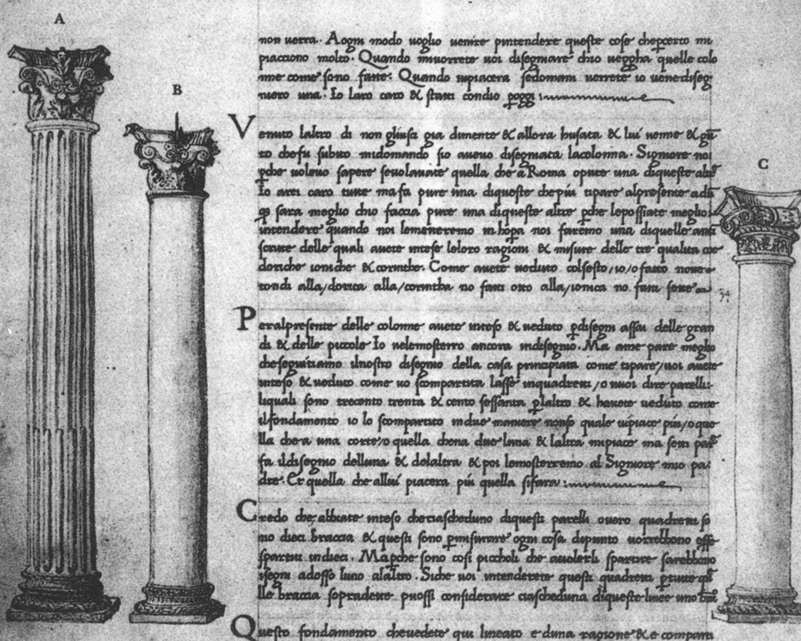
Trattato d'Architettura, de Filarete.

- Leon Battista Alberti: su principal contribución fue la obra De re aedificatoria, publicación en doce tomos sobre arquitectura que datan de 1452, donde, a pesar de no recoger planos de ciudades ni ejemplos de urbanismo, trata extensivamente muchos aspectos del planeamiento urbanístico, desarrollados por completo por teóricos posteriores, especialmente su idea de plaza centralizada con calles radiales.

- Filarete: Antonio Averlino, "Il Filarete", escribirá la obra "Trattato d'Architettura" alrededor de 1465, aunque no se publicará hasta el siglo XIX. En ella presenta la ciudad ideal de Sforzinda, la primera ciudad ideal globalmente planificada. En ella se puede ver una estructura que consta de un área central con tres plazas, y dieciséis vías radiales con plazas secundarias, unidas por una vía secundaria circular, toda rodeada de una muralla poligonal basada en la rotación del cuadrado.

- Francesco di Giorgio Martini: escribió su "Trattato di architettura civile e militare" en 1495. El quinto capítulo se ocupa de las fortificaciones, en la que incluye ejemplos de proyectos centralizados, así como otros adaptados a emplazamientos concretos. Martini fue el más prolífico diseñador de ciudades ideales.
- Pietro Cataneo: en 1554 publica sus "Quattro libri dell'Architettura" en Venecia, en los que se incluyen planos de ciudades ideales basadas en polígonos regulares, entre los cuales figuran algunos con ciudadelas separadas para el gobernador de la ciudad.
- Buonaiuto Lorini: escribió "Delle fortificazione libri cinque", publicado en 1592.
- Leonardo da Vinci: se anticipó varios siglos en su ciudad ideal, proponiendo una separación a distintos niveles entre el tráfico peatonal y rodado, con vías especiales para tráfico pesado.
- Vincenzo Scamozzi: en su obra de diez volúmenes "L'idea dell'Architettura Universale" desarrolla su ciudad ideal, Palmanova, que verá construida, cuya descripción se puede leer más adelante.

## Arquitectura militar

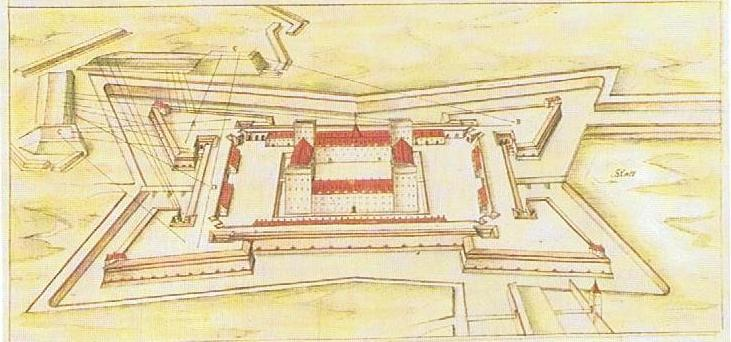
Ciudadela, de Daniel Specklin.

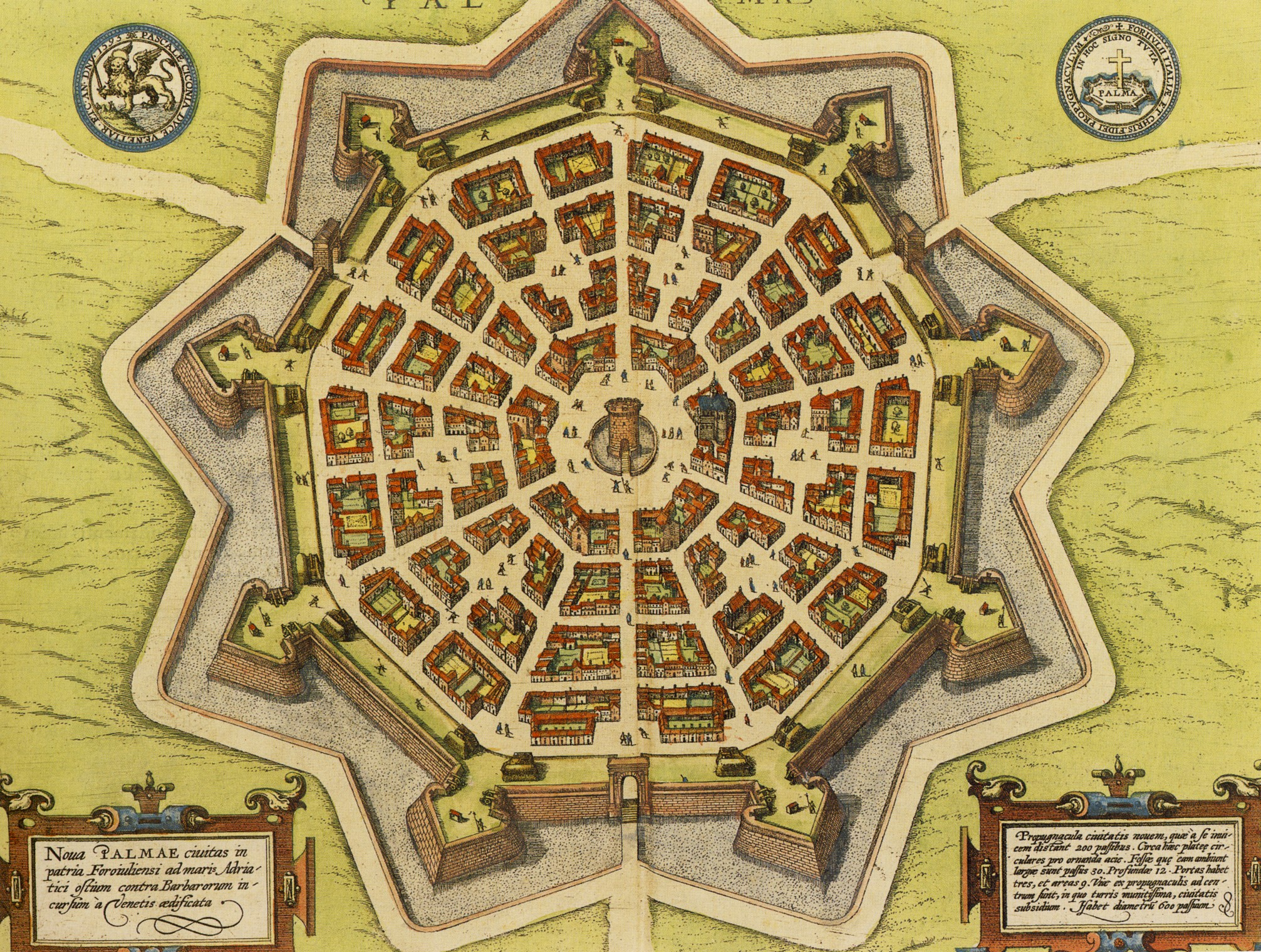
Palmanova, desarrollada por Vincenzo Scamozzi.

Pese al desarrollo de las Utopías, las únicas ciudades ideales que se verán materializadas serán las antiutopías: ciudades defensivas ideales, en contraposición a las utopías, que son intentos de crear una urbe igualitaria e intelectual. Así, habrá una serie de obras llevadas a cabo por ingenieros militares, que se centrarán en los aspectos defensivos, especialmente la muralla, que ocupará una extensión en ocasiones mayor que la propia ciudad. Se proyectan de exterior a interior, comenzando el proyecto por la muralla. 
- Durero, 1527: tratado destinado a la reflexión sobre aspectos defensivos. Desarrolla una ciudad cuadrada, con murallas, fosos, y la sustitución de la plaza central por un castillo. La ordenación interior se lleva a cabo mediante una retícula.
- Specklin, 1584: introduce el tipo urbano que se aplicará en Alemania a las ciudades de nueva fundación. De planta octogonal, con vías poligonales y vías radiales concentradas en la plaza central, están pensadas para permitir el rápido acceso de las tropas desde el centro a los bastiones.
- Marini, 1545: planificará la ciudad de Vitry-le-François, con una cuadrñicula con cruz de calles que atraviesan la gran plaza central. Las cuatro calles la dividen en cuatro barrios, cada uno de los cuales dispone de una segunda retícula de calles de menores dimensiones. Todo ello está rodeado por una muralla con ciudadela. Se jerarquiza la trama urbana, con calles de diferentes anchuras: vías principales, de 13 metros de ancho; vías divisorias de barrios, de 8 metros de anchura, y vías de barrio, de 6 metros de ancho.
- Marchi, 1599.
- Cataneo, "Cuatro libros de arquitectura", 1554: desarrolla planos de la ciudad ideal basados en polígonos regulares, introduciendo plazas interiores y dividiendo la ciudad en barrios. Busca el equilibrio en torno a la plaza.

Ejemplos de villas militares de la época pueden ser Zamosc (Polonia), La Valeta (Malta) o Rosas (España), aunque el ejemplo más claro es la ciudad de Palmanova, proyectada por Vincenzo Scamozzi en 1593. La recoge en su obra "L'idea dell'Architettura Universale". Fortificada, pretende ser una ciudad defensiva dentro de la República de Venecia. Es un polígono de nueve lados con tres puertas, en cuyo centro hay una plaza hexagonal de la que parten seis calles. Tres anillos de calles rodean la plaza central. En torno a la plaza central hay plazas secundarias, mercantiles. 

## El gran proyecto de urbanismo: Roma

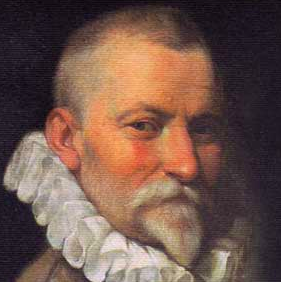
Domenico Fontana planeará el trazado de la nueva Roma.

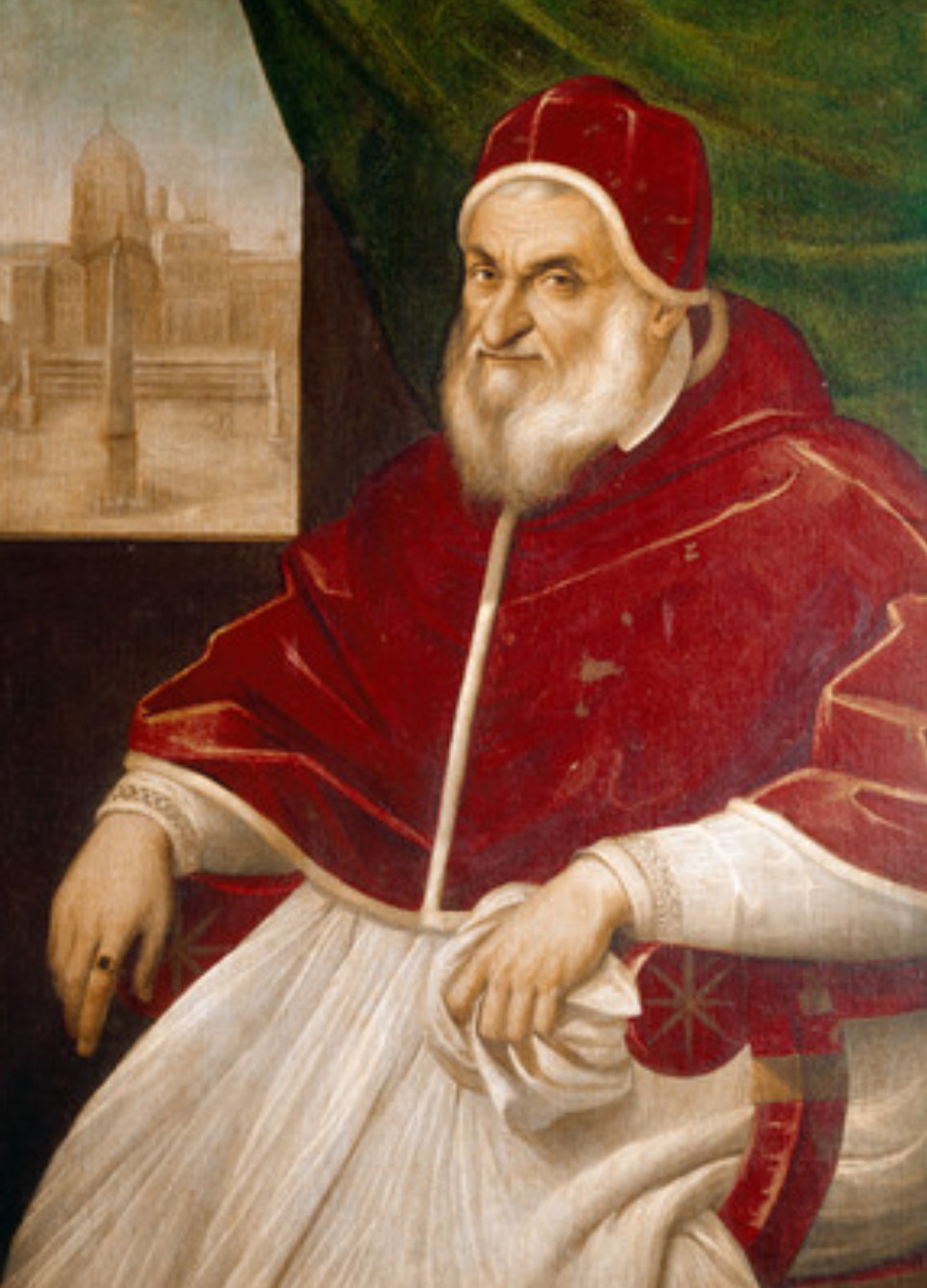
El papa Sixto V fue quien fomentó el nuevo planeamiento.

Será la culminación del urbanismo renacentista y la perspectiva, la creación de una gran capital para los Estados Pontificios y para la Iglesia católica, la "Roma de las siete vías"[cita requerida], por Domenico Fontana y el pontífice Sixto V.
Se busca crear un nuevo orden urbano utilizando los elementos de la perspectiva renacentista, a partir del trazado de grandes rectas sobre el tejido de la ciudad medieval, conectando los puntos fuertes, las siete grandes iglesias de peregrinación: San Pedro del Vaticano, Santa María la Mayor, San Lorenzo Extramuros, San Juan de Letrán, Santa Cruz de Jerusalén, San Pablo Extramuros y San Sebastián. El nuevo centro urbano será la basílica de San Pedro, y los subcentros las otras grandes basílicas. Para unirlas, se abren calles de enormes dimensiones, y se organizará el tejido urbano con otras calles y plazas.
Después del Cisma de Occidente, los papas habían abandonado Roma. El papado se restaurará cuando Martín V se instale definitivamente en Roma en 1420. Entonces comenzarán las actuaciones urbanísticas sobre la ahora capital de la cristiandad. En 1425, Martín V reforma el cargo de los maestros de las vías y los pone al servicio de los papas para que rectifiquen calles y abran otras nuevas. Nicolás V, entre 1447 y 1455, se plantea un programa de actuaciones con el que se dotaría de una fortaleza (el castillo de Sant'Angelo), un palacio (el Palacio Apostólico) como sede del poder papal, y una iglesia (la basílica de San Pedro, entonces proyectada por Alberti). Este papa construirá en la Colina Vaticana una ciudad propia, la Ciudad de la Curia, con área residencial, administración y gobierno. Los puntos principales de la organización de esta ciudad serán:
- Fortificación del área: murallas y castillo de Sant'Angelo.
- Apertura de una vía entre Sant'Angelo y la basílica de San Pedro.
- Restauración del Palacio Apostólico como residencia fija del papa.
- Reconstrucción de San Pedro, que se hallaba en estado ruinoso.
- Restauración de cuarenta iglesias por toda Roma, tarea en la que participará Alberti.

Cada papa abrirá una calle nueva en Roma, ya sea enderezando un trazado existente (Via Pettinari), recuperando un trazado en desuso (Via Lungara) o abriéndolas ex novo (Via Lungaretta, Via dei Banchi...). La trama urbana se vuelve más compleja, con intersecciones de calles en cruz (Quattro Fontane), en tridente (Piazza del Popolo), en estrella... todo ello a una escala de ciudad, con límites perspectivos que alcanzan 4 km de longitud.
Las premisas del proceso de urbanización serán tres:
1. Calle principal rectilínea: Con el objetivo de facilitar la movilidad entre las partes de la ciudad.
2. Retícula: Como base de barrios residenciales agregados a áreas urbanas existentes. Como trazado completo de un número limitado de nuevas ciudades. Como base del trazado de otras nuevas áreas urbanas.
3. Recintos espaciales: Espacios destinados al tráfico. Espacios residenciales. Espacios peatonales.

El nuevo planeamiento, propuesto por Sixto V, poseía tres objetivos prioritarios. Repoblar las colinas de Roma proporcionando el suministro continuo de agua; crear una ciudad estética que superara la frecuente configuración de calles y espacios públicos como resultado de la agregación de edificios dispares e integrar en un único sistema de calles principales las obras realizadas por sus predecesores enlazando puntos clave de la ciudad.